# Nicki French
Nicki French, właśc. Nicola Sharon French (ur. 28 września 1964 w Carlisle) – brytyjska piosenkarka muzyki eurodance, która zdobyła popularność nagraniem w 1995 roku własnej wersji przeboju „Total Eclipse of the Heart” z repertuaru Bonnie Tyler.
W 2000 roku reprezentowała Wielką Brytanię w 45. Konkursie Piosenki Eurowizji organizowanym w Sztokholmie.

## Kariera muzyczna
French zaczynała swoją karierę muzyczną jako chórzystka oraz piosenkarka sesyjna, nagrała m.in. chórek na album studyjny Rose-Marie zatytułowany Emotional Exposure z 1992 roku.
W 1994 roku opublikowała nagranie ze swoją wersją przeboju „Total Eclipse of the Heart” z repertuaru Bonnie Tyler. Ponownie wydany w formie singla w 1995 roku przyniósł piosenkarce popularność w kraju i dotarł do piątego miejsca brytyjskiej listy przebojów oraz do drugiego w Stanach Zjednoczonych, uzyskał także wynik ponad 250 tys. sprzedanych egzemplarzy w Wielkiej Brytanii. W tym samym roku ukazała się debiutancka płyta studyjna French zatytułowana Secrets, którą promowały single „Total Eclipse of the Heart”, „Did You Ever Really Love Me?”, „Is There Anybody Out There?”, „For All We Know” i „Never in a Million Years”.
W 1997 roku premierę miał drugi album długogrający piosenkarki zatytułowany French Revolution, na którym znalazł się m.in. singiel „Te amo” oraz utwór „Hard to Say I’m Sorry” z repertuaru zespołu Chicago w interpretacji artystki.
W 2000 roku French została zakwalifikowała do stawki półfinałowej krajowych eliminacji eurowizyjnych Song for Europe 2000, do których zgłosiła się z utworem „Don’t Play That Song Again”. W styczniu wystąpiła w półfinale selekcji i awansowała do finału, który ostatecznie wygrała po zdobyciu największego poparcia telewidzów (47 355 głosów), dzięki czemu została wybrana na reprezentantkę Wielkiej Brytanii w 45. Konkursie Piosenki Eurowizji organizowanym w Sztokholmie. 13 maja wystąpiła w finale widowiska i zajęła w nim ostatecznie 16. miejsce z 28 punktami na koncie.
W listopadzie 2004 roku French wydała nowy singiel – „I Surrender” będący coverem piosenki Céline Dion o tym samym tytule, zaś na początku czerwca kolejnego roku ukazał się jej kolejny singiel – „Calling Out My Name”.
W 2009 roku ukazał się nowy singiel piosenkarki – „Ain’t No Smoke (Without Fire)” (2009). Dwa lata później premierę miały cztery nowe utwory artystki: „Red Light (Spells Danger)”, „Leave a Light on”, „In the Heat of the Night” i „Love to Call My Own”. W 2013 roku ukazały się nowe, rozszerzone wydania pierwszych singli w dorobku French, tj. „For All We Know” i „Did You Ever Really Love Me”.
W 2014 roku premierę miało czteropłytowe wydawnictwo French zatytułowane One Step Further. Na pierwszej i trzeciej płycie znalazły się nagrane w poprzednich latach utwory piosenkarki, w tym m.in. single „In the Heat of the Night”, „Love to Call My Own” oraz eurowizyjna propozycja „Don’t Play That Song Again”, a także kilka utworów wydanych na początku kariery (w tym m.in. singiel „Total Eclipse of the Heart”) oraz nowy singiel – „The Boss”, na drugiej – megamix jej utworów, a na czwartej – wszystkie single artystki wydane w latach 1997-2004.
W 2015 roku French nagrała i wydała nowy singiel – „This Love”, teledyskiem do którego wyraziła swoje wsparcie dla środowisk LGBT. W tym samym roku ukazał się jej nowy minialbum zatytułowany Eurovision E.P, na którym umieściła remiksy swojej eurowizyjnej piosenki „Don’t Play That Song Again”, a także swoich interpretacji utworów „Hold Me Now” Johnny’ego Logana i „Ding A Dong” holenderskiego zespołu Teach In.

## Dyskografia
| - Secrets (1995) - French Revolution (1997) - One Step Further (2014) - Eurovision E.P. (2015) | - 1993 – „Total Eclipse of the Heart” - 1995 – „Did You Ever Really Love Me?” - 1995 – „Is There Anybody Out There?” - 1995 – „For All We Know” - 1995 – „Never in a Million Years” - 1995 – „Stop in the Name of Love” - 1995 – „Rockin’ Around the Christmas Tree” - 1997 – „Te amo” - 1997 – „Hard to Say I’m Sorry” - 2000 – „Don’t Play That Song Again” | - 2004 – „I Surrender” - 2005 – „Calling Out My Name” - 2009 – „Ain’t No Smoke (Without Fire)” - 2011 – „Red Light (Spells Danger)” - 2011 – „Leave a Light on” - 2011 – „In the Heat of the Night” - 2011 – „Love to Call My Own” - 2013 – „For All We Know” (Wydanie rozszerzone) - 2013 – „Did You Ever Really Love Me” (Wydanie rozszerzone) - 2014 –„The Boss” - 2015 – „This Love” |